# Kurt Angle
Kurt Steven Angle (Mt. Lebanon, Pennsylvania; 9. prosinca 1968.) je američki glumac, umirovljeni profesionalni hrvač i amaterski hrvač koji ima potpisani ugovor WWE gdje radi kao zapozorski producent. Na Pennsylvanijskom Sveučilištu Clarionu Angle je osvojio brojne naslove uključujući te je dvaput osvojio naslov hrvanja u teškoj kategoriji National Collegiate Athletic Associationa (NCAA) 1. Divizije. Nakon što je diplomirao na fakultetu, Angle je osvojio zlatnu medalju u hrvanju slobodnim stilom na svjetskom prvenstvu. Potom je osvojio još jednu zlatnu medalju u amaterskom hrvanju na XXVI. Olimpijskim igrama. On je jedan od četvero natjecatelja koji su kompletirali Grand Slam amaterskog hrvanja (Junior Nationals, NCAA, World Championships i Olimpijske igre). U 2006. USA Wrestling ga je imenovao za jednog od najboljih shoot hrvača ikad i za jednog od najboljih 15 sveučilišnih hrvača ikad. Ušao je u International Sports Hall of Fame 2016. zbog svojih uspjeha u amaterskom hrvanju.

## Vanjske poveznice
|  | Zajednički poslužitelj ima još gradiva o temi Kurt Angle |

- Službena stranica
- Kurt Angle na WWE.com
- TNA Impact Wrestling Profile
- Kurt Angle na The National Wrestling Hall of Fame stranici
- Kurt Angle u internetskoj bazi filmova IMDb-u (engl.)
- Profili Kurta Anglea' na Cagematch.net, Wrestlingdata.com, Internet Wrestling Database